# A morir!!!
A morir!!! es el primer álbum en vivo de Catupecu Machu, lanzado en el año 1998. Es un álbum en vivo que recopila canciones tocadas en recitales de su anterior disco o antes más tres canciones nuevas. Al igual que el anterior CD, fue editado por el sello Mueve! Discos y distribuido por DBN. Fue mezclado por Gabriel Ruiz Díaz y Gustavo Bilbao en estudios El Pie.
El álbum contó con dos sencillos con sus respectivos videos. El primero fue Calavera deforme a finales de 1998 y el segundo, la versión de Metrópli, Héroes anónimos a principios de 1999 y ambos vídeos dirigidos por Juan Baldana y Leo Aramburu.

## Lista de canciones
| N.º | Título                        | Letras                             | Música                                      | Duración |  |
| 1.  | «Nocoso»                      | Fernando Ruiz Díaz                 | F. Ruiz Díaz, Gabriel Ruiz Díaz, Abril Sosa | 2:11     |  |
| 2.  | «Todo pasa, todo queda»       | F. Ruiz Díaz                       | F. Ruiz Díaz, G. Ruiz Díaz                  | 2:42     |  |
| 3.  | «Los tres deseos»             | F. Ruiz Díaz                       | F. Ruiz Díaz, G. Ruiz Díaz                  | 4:51     |  |
| 4.  | «Apieré Omapare Piaroló»      | F. Ruiz Díaz                       | F. Ruiz Díaz, G. Ruiz Díaz, Sosa            | 2:41     |  |
| 5.  | «Amague cadavérico»           |                                    |                                             | 0:23     |  |
| 6.  | «El lugar»                    | G. Ruiz Díaz                       | F. Ruiz Díaz, G. Ruiz Díaz                  | 3:38     |  |
| 7.  | «Héroes anónimos» (Metrópoli) | Isabel de Sebastián, Ulises Butrón | I. de Sebastián, Butrón                     | 2:44     |  |
| 8.  | «Calavera deforme»            | F. Ruiz Díaz                       | F. Ruiz Díaz, G. Ruiz Díaz, Marcelo Baraj   | 5:16     |  |
| 9.  | «Amague polclórico»           |                                    |                                             | 0:12     |  |
| 10. | «Testigo criminal»            | F. Ruiz Díaz                       | F. Ruiz Díaz, G. Ruiz Díaz, Sosa            | 3:44     |  |
| 11. | «Mil voces finas»             | F. Ruiz Díaz                       | F. Ruiz Díaz, G. Ruiz Díaz                  | 3:39     |  |
| 12. | «Cuántos son»                 | F. Ruiz Díaz                       | F. Ruiz Díaz                                | 4:35     |  |
| 13. | «Ritual»                      | F. Ruiz Díaz                       | F. Ruiz Díaz, G. Ruiz Díaz, Sosa            | 5:08     |  |
| 14. | «El rostro (Mi espejo)»       | F. Ruiz Díaz                       | F. Ruiz Díaz, G. Ruiz Díaz, Sosa            | 3:48     |  |
| 15. | «Apagá la luz Faustito»       |                                    |                                             | 0:20     |  |
| 16. | «La llama»                    | F. Ruiz Díaz                       | F. Ruiz Díaz, G. Ruiz Díaz                  | 3:42     |  |
| 17. | «Le di sol»                   | F. Ruiz Díaz                       | F. Ruiz Díaz, G. Ruiz Díaz                  | 3:37     |  |
| 18. | «Prefacio psipolquístico»     |                                    |                                             | 0:36     |  |
| 19. | «La polca»                    | F. Ruiz Díaz                       | F. Ruiz Díaz, G. Ruiz Díaz                  | 5:47     |  |
| 20. | «Introducción al daleísmo»    |                                    |                                             | 1:23     |  |
| 21. | «Dale!»                       | F. Ruiz Díaz, Roberto Coppola      | F. Ruiz Díaz, G. Ruiz Díaz                  | 7:16     |  |
| 22. | «Sinfonía de oclusión»        |                                    | F. Ruiz Díaz, G. Ruiz Díaz, Sosa            | 3:12     |  |
| 23. | «El sueño»                    | G. Ruiz Díaz                       | F. Ruiz Díaz, G. Ruiz Díaz                  | 2:24     |  |

## Personal
- Voz y Guitarra: Fernando Ruiz Díaz
- Bajo, guitarra, coros y voz en "El Lugar": Gabriel Ruiz Díaz
- Batería: Abril Sosa